# Cayastacito
Cayastacito  é uma comuna da província de Santa Fé, na Argentina. Segundo censo de 2010, havia 329 habitantes.
Está localizado nas Rotas Provinciais 2 e 62.

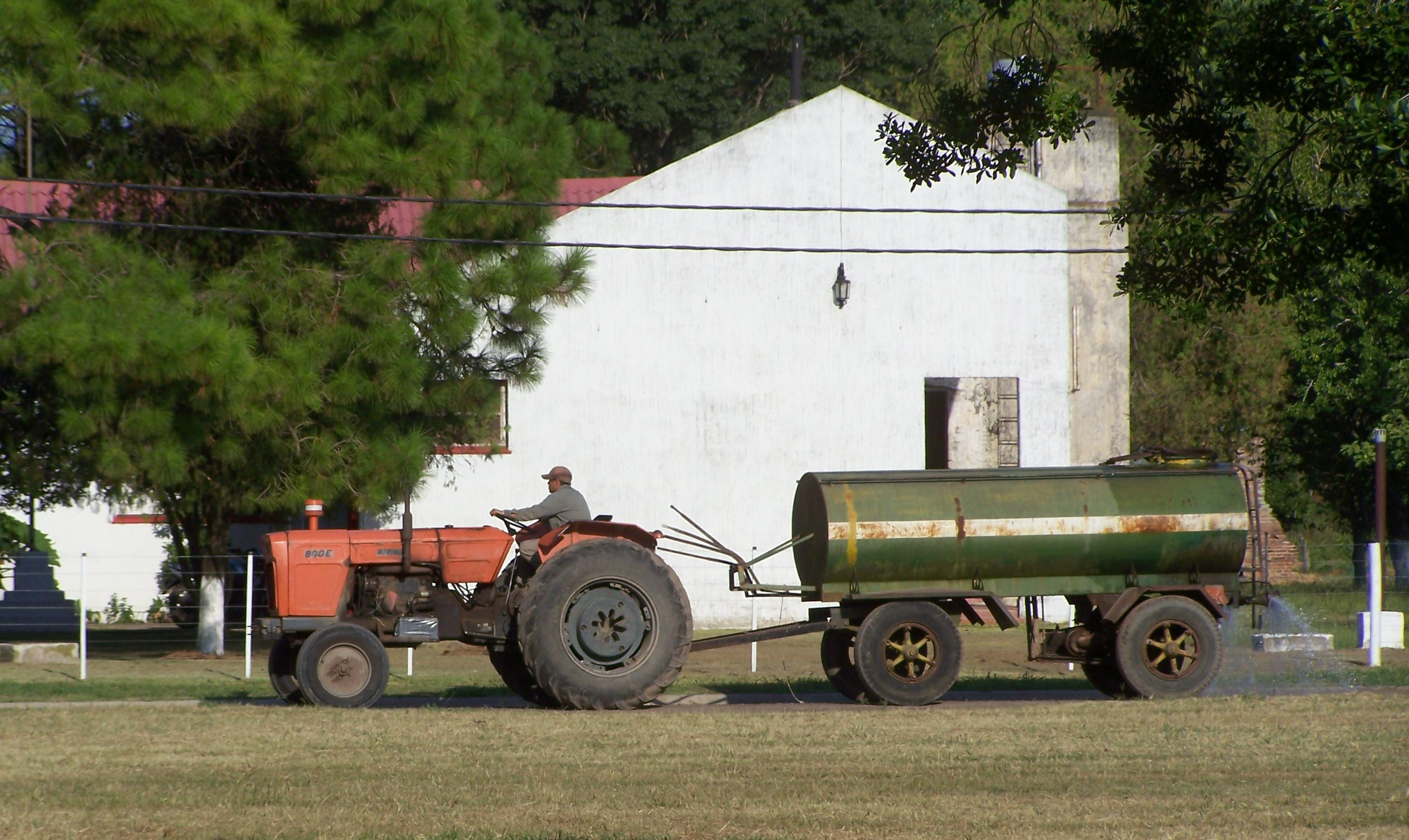
Regando as ruas de Cayastacito.

## História
Tem sua origem na redução de Nuestra Señora de la Concepción de Cayastá, que em 1783 teve que ser transferida para a atual localização de Cayastacito devido à hostilidade dos aborígines não convertidos; esta é a razão do atual topónimo de Cayastá Chico. A redução foi movida novamente em 1794, mas permaneceu como ponto estratégico para acampamento de tropas.
Em Cayastacito permaneceu um grupo de aborígines, que o Exército do Norte encontrou em 1863 e por sua amabilidade e provisão de água e pasto, foi instalado o Primeiro Cantão de Avanzada del Norte. Em 1864, o Governo Nacional estabeleceu uma série de fortes entre San Javier e La Ramada, dentro do qual localizado Cayastacito e que seria designado Comando Geral da Fronteira Norte.
Em 1866, foi autorizada a concessão de terras a quem quisesse povoá-la. Em 24 de agosto de 1866 seu oficial fundação é considerada, o que a torna uma das cidades mais antigas da região. Em 1884, no local existia a Subdelegação de colônias e campanha do norte, que mais tarde seria transferida para San Justo, atual chefe departamental.
Em 1908 foi construída a Estação ferroviária Central Norte Argentino, (hoje Ramo C da Estrada de Ferro Belgrano) que contribuiu notavelmente para o desenvolvimento da cidade.
Por volta de 1940, foi construído o atual hospital. Embora não tivesse um médico permanente, tinha uma guarda de enfermagem que atendia diariamente. Até então, a necessidade de atendimento médico exigia uma viagem de 25 quilômetros até Laguna Paiva.
Em 1947, por iniciativa de produtores locais, foi criada a Cooperativa de Tamberos Limitada de Cayastacito (Matrícula 1389 registrada em 10 de fevereiro de 1947), o que gerou intenso desenvolvimento econômico, desde a Os produtores da região chegavam com suas carroças puxadas por cavalos para deixar o leite ordenhado naquele dia em baldes de cinquenta litros e iam aos comércios da cidade comprar mantimentos, enviar cartas ou passar um tempo nos bares antes de voltar para suas roças. Encerrou suas atividades na década de 80, quando as indústrias de laticínios incorporaram caminhões para retirar a produção diretamente do campo. Por este motivo, as explorações leiteiras da zona desapareceram e os campos deram lugar à agricultura.
A paralisação desta atividade, somada ao fato de que trens de passageiros e automóveis deixaram de circular posteriormente, deixando a população praticamente sem comunicação, principalmente em dias de chuva, já que as estradas para a Rota Nacional 11 ou para Laguna Paiva ficaram intransitáveis, provocou um notório abandono e declínio da cidade.
A Escola de Primeiras Letras número 136, data de abril 1870 e funcionava em casas cedidas por moradores. Em 1951 foi concluído o actual edifício que ocupa o Colégio Nacional (hoje 6136), que dispunha de cavalariças e de um tanque de água com bomba que fornecia água corrente às instalações.
Em 1975, a cidade teve pela primeira vez uma rede de energia elétrica, o que significou a concretização de um anseio tão negligenciado da população.
2006 foi o ano em que se iniciou a pavimentação da Ruta Provincial 62, que se tornou a primeira e única via asfaltada a comunicar aos habitantes em dias de chuva. No entanto, sua conclusão sofreu muitos atrasos e deterioração devido à deficiência do trabalho realizado, sendo finalmente concluída e totalmente habilitada em maio de 2019. Conecta Cayastacito em uma rota de 16 km a oeste com a Rota Nacional 11 na altura de Emilia e 44 km ao leste com a Rota Provincial 1 na altura de Cayastá.
A igreja é consagrada a Nuestra Señora de los Dolores, cuja festa é celebrada no dia 15 de setembro com uma enorme procissão liderada pela Virgem que é carregada pela praça.

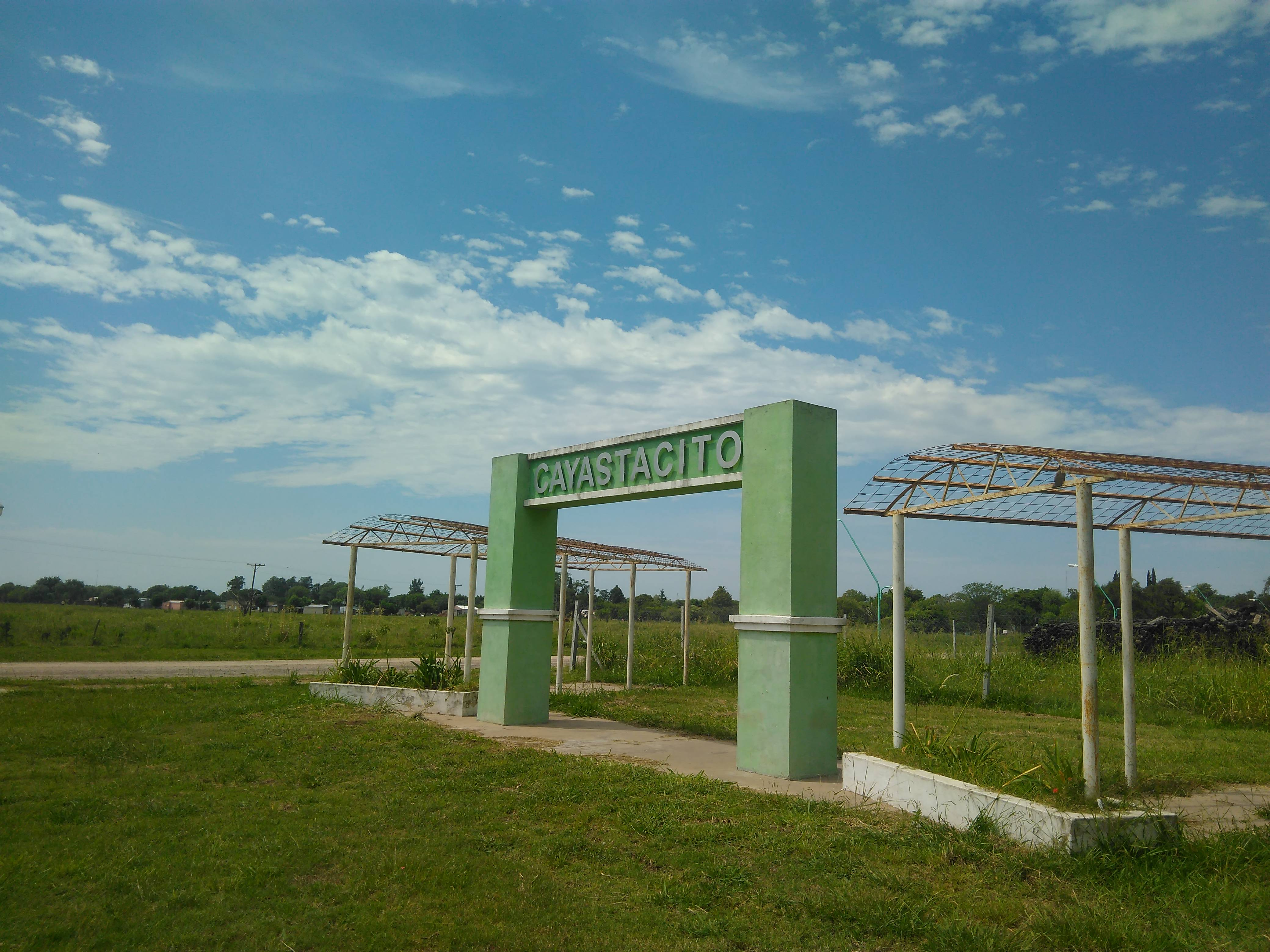
Arco de entrada da Provincial Route 62

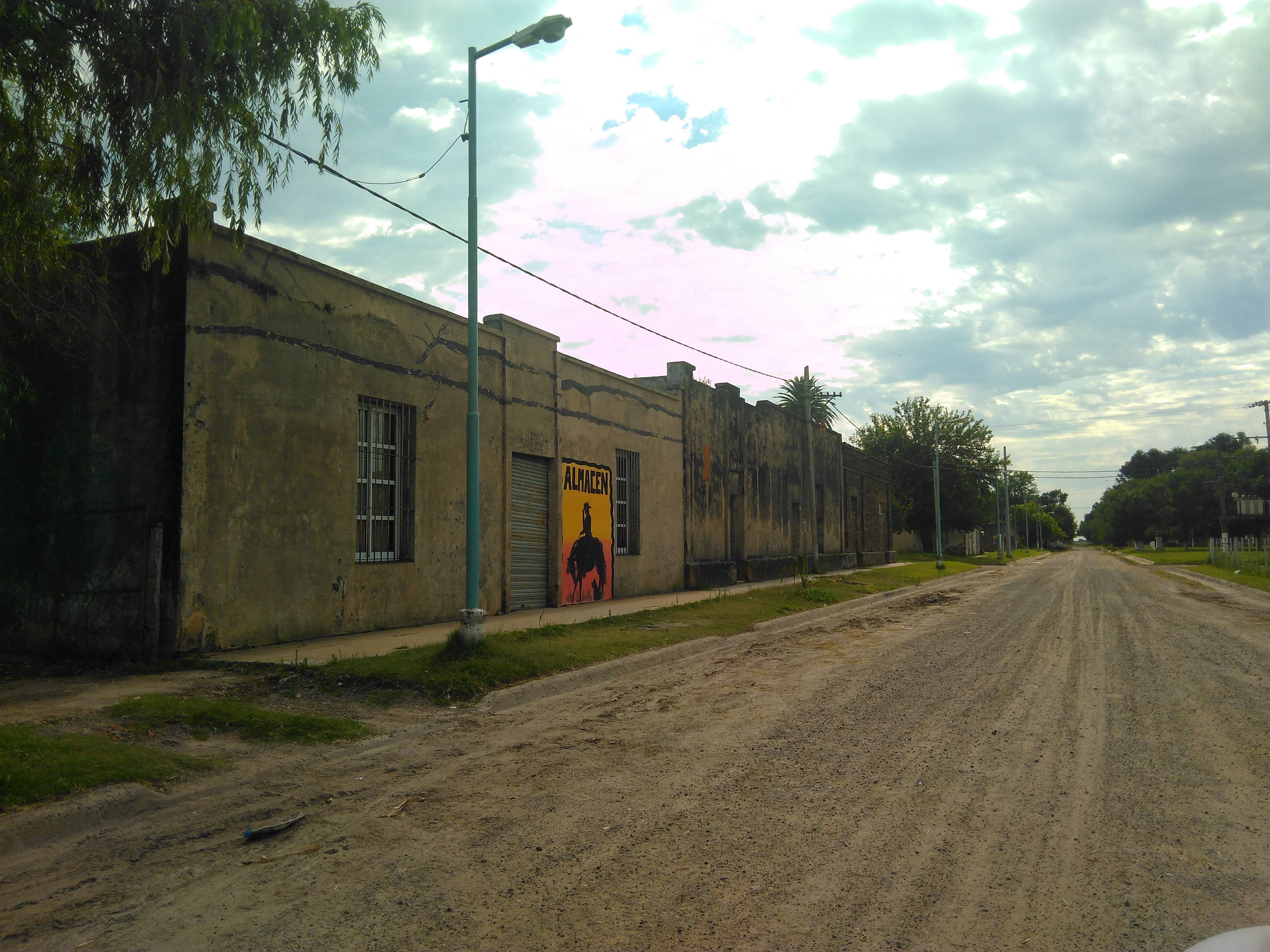
Uma das ruas de Cayastacito.

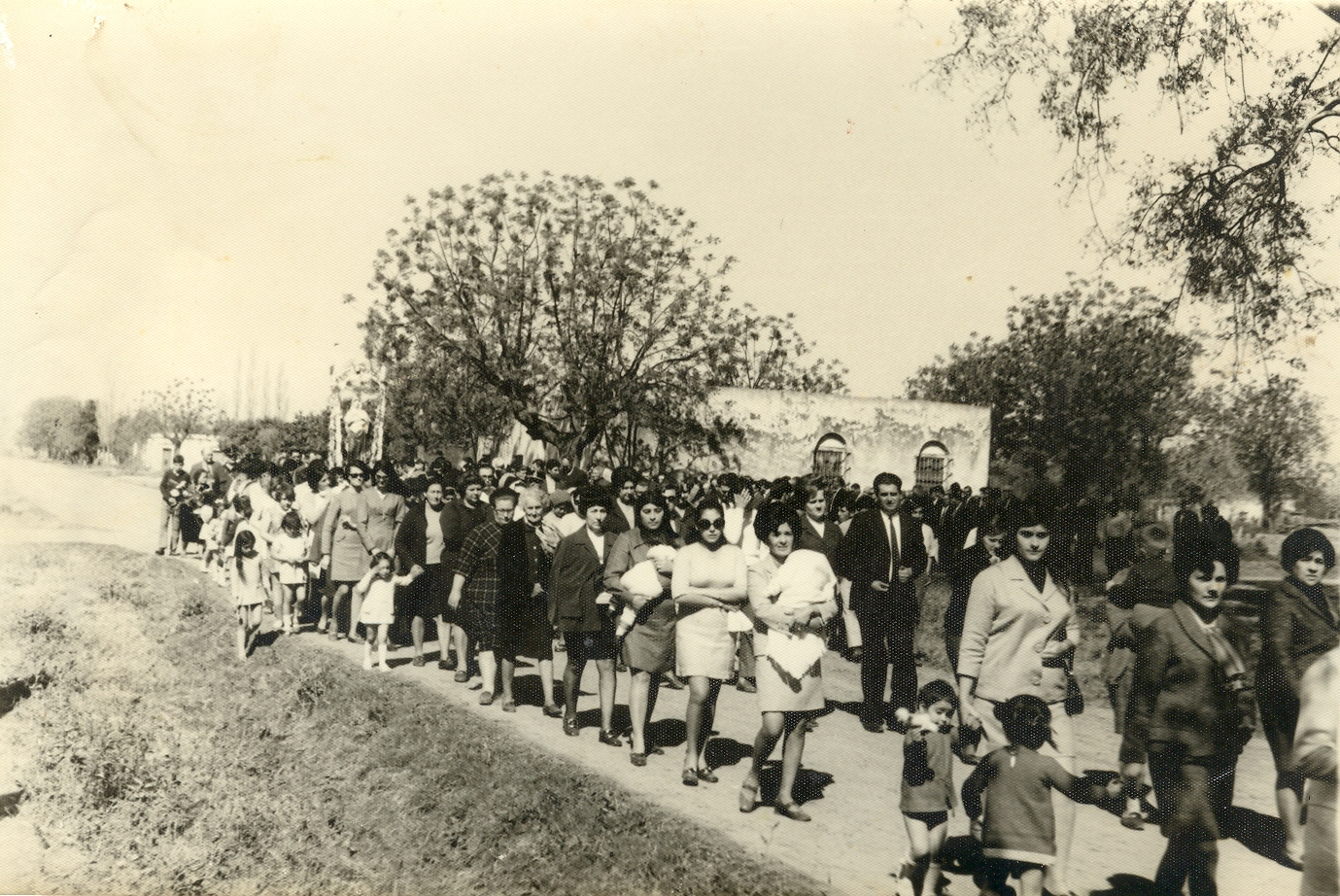
Grande procissão em Cayastacito.

## População
De acordo com o terceiro Censo Populacional Nacional realizado em junho 1914, 701 argentinos e 218 estrangeiros viviam em Cayastacito, perfazendo um total de 919 pessoas (519 homens e 400 mulheres).
De acordo com o Censo Nacional da População de 1960, havia um total de 1040 habitantes, dos quais 563 eram homens e 477 mulheres.
No Censo Nacional de População, Famílias e Habitação de 1970, Cayastacito não aparecia entre os municípios com mais de 1000 habitantes. Os dados dessas pequenas populações foram unificados como "POPULAÇÃO DISPERSADA".
Tem atualmente 410 habitantes (INDEC, 2010), o que representa uma diminuição face aos 536 habitantes (INDEC, 2001) do censo anterior.